# Bernhard Müller (Abt)

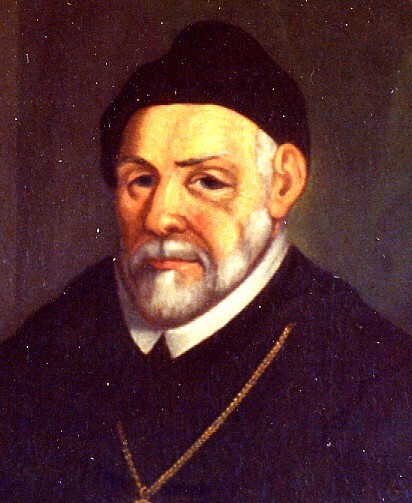
Bernhard Müller

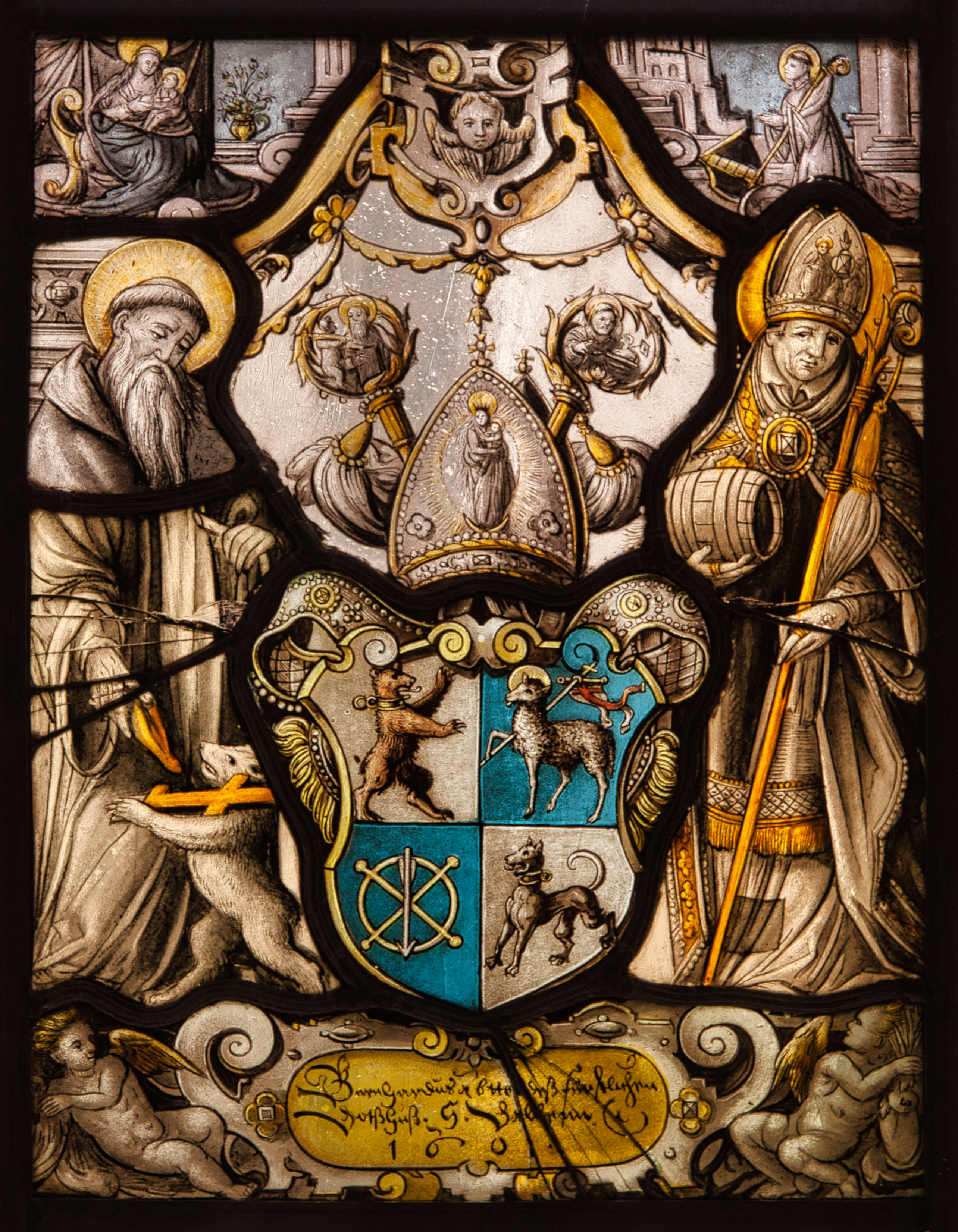
Wappenscheibe von Bernhard Müller, Abt der Fürstabtei St. Gallen, 1601

Bernhard Müller (* 1557 in Ochsenhausen; † 18. Dezember 1630 in Rorschach) war Fürstabt des Klosters St. Gallen von 1594 bis 1630. Er war der Sohn von Brosi Müller und Magdalena Lutz.

## Leben
Bernhard Müller besuchte vom 9. bis zum 16. Lebensjahr die Lateinschule im Kloster Ochsenhausen. 1574 kam er nach St. Gallen. Die Profess, also die Gelübde, abgelegt hat er am 17. Dezember 1576. Er studierte Syntax, Humaniora, Rhetorik und Philosophie von 1577 bis 1583 in Dillingen. Am 19. April 1582 wurde er Baccalaureus philosophiae, am 18. Juni 1583 Licentiatus und am 21. Juni desselben Jahres mit «summa cum laude» Magister artium liberalium. Er verfasste lateinische Gedichte. Ab 1583 war er Subdiakon in St. Gallen, Diakon und Priester 1584. Vier Jahre später, am 5. Mai 1588, wurde er in Dillingen zum Baccalaureus theologiae promoviert, am 11. Dezember 1589 zum Licentiatus und schliesslich am 26. Oktober 1593 – nach vorausgehender öffentlicher Disputation am Tag zuvor – zum Doctor theologiae. Dies berechtigte ihn zum Predigen in St. Gallen und in den Kollaturpfarreien, was er auch häufig tat. Als Dekan wurde er am 27. August 1594 zum Abt erkoren. Papst Clemens VIII. konfirmierte ihn am 12. Dezember 1594 in Rom. Es gab zuvor etliche Schwierigkeiten mit der Kurie. Die Benediktion erhielt er am 16. Oktober 1595 (Clemens VIII. erliess am 18. März 1595 eine Breve gegen Wahlkapitulationen, wie sie noch bei der Wahl Bernhards geschlossen worden waren). Im April 1595 nahm der neue Abt die Huldigung der Untertanen entgegen. Am 14. Juni 1595 bestätigte Kaiser Rudolf II. Abt Bernhard die Regalien.
Am 13. April 1630 trat er aus gesundheitlichen Gründen zurück.

## Wirken
Kurz nach seiner Einsetzung als Abt kündigte Nuntius Portia eine Visitation an, die zusammen mit Abt Georg von Weingarten vom 25. Januar bis zum 13. Februar 1595 durchgeführt wurde. Der Visitationsrezess wurde grundlegend für die Reformen, die Abt Bernhard im Kloster durchsetzte. Er förderte auch die Reform verschiedener anderer Klöster (u. a. Fulda und Engelberg), indem er St. Galler Konventuale als Administratoren entsandte.
1602 gründete Bernhard gemeinsam mit seinen Kollegen von Einsiedeln, Muri und Fischingen die Schweizerische Benediktinerkongregation. Ab demselben Jahr machte St. Gallen Konstanz die geistliche Gerichtsbarkeit für die st.-gallischen Untertanenregionen und die Pfarreien in einem Prozess streitig. Am 1. März 1613 entschied die Römer Rota zugunsten von St. Gallen.
1613 wurde durch das Konkordat mit Konstanz das Offizialat St. Gallen geschaffen. Gleichzeitig wurden die Pfarreien des Abteigebiets von der kirchlichen Jurisdiktion des Konstanzer Bischofs befreit. So wurde ein P. Jodok Metzler erster Offizial der Fürstabtei St. Gallen, und zwar am 22. August 1614. Bernhard unternahm in seinem Amt als Abt regelmässig Visitationen in die Pfarreien, das erste Mal 1603 und danach 1612/13, 1615, 1618, 1621/22 und 1627.
Die wirtschaftliche Lage des Klosters besserte unter Abt Bernhard und ermöglichte mehrere Ankäufe von Gütern. Er wollte Schloss Neu-Ravensburg von der Stadt Wangen zurückkaufen, die es 1586 vom Kloster gekauft hatten. Er argumentierte, dass der Verkauf nicht gültig sei, da der Verkaufsbetrag zu niedrig gewesen war. Das Reichsgericht von Speyer gab dem Abt Recht. Bernhard konnte Schloss Neu-Ravensburg für ca. 22'000 Gulden zurückkaufen.
1609 plante Abt Bernhard den Kauf der Grafschaft Vaduz und der Herrschaft Schellenberg. Diese Käufe haben jedoch nie stattgefunden. Allerdings tätigte er später wichtige Güterkäufe: 1613 erwarb er Homburg und Staringen, 1621 erwarb er Ebringen.
1610 führte er das Leinwandgewerbe in Rorschach ein. Zu diesem Zwecke holte er Balthasar Hofmann von Konstanz nach Rorschach und schuf die nötigen Einrichtungen. Zudem unternahm er verschiedene kirchliche Bauten; so musste das Kloster Neu St. Johann, das 1626 abbrannte, im Toggenburg wieder errichtet werden – das zweite Mal bei Nesslau; die Otmarskirche in St. Gallen liess er erbauen (eingeweiht 1628), und drei Schlösser liess er renovieren.
Abt Bernhard schloss zudem Bündnisse und Soldverträge mit den europäischen Mächten.